# Hemimeridae
Hemimeridae es una familia de Dermaptera en el suborden Neodermaptera. Anteriormente Hemimeridae fue considerado un suborden, Hemimerina, pero fue reducido su rango a familia e incluido en el nuevo suborden Neodermaptera.
Hemimeridae posee dos géneros, Hemimerus y Araeomerus. Son insectos sin alas, ciegos y vivíparos, ectoparásitos de roedores africanos; tienen cercos filiformes segmentados. La especie más conocida es Hemimerus bouvieri.
Hemimeridae contiene once especies descriptas ubicadas en dos géneros: Hemimerus y Araeomerus (Nakata and Maa, 1974). Los hemiméridos son relativamente pequeños (5–15 mm) y habitan en el pelambre de las ratas múridas gigantes en África. Los hemiméridos tienen patas cortas y anchas con setas que le permiten aferrarse a su hospedador y piezas bucales especializadas para raspar la piel muerta y hongos de su hospedador (Nakata and Maa, 1974). Araeomerus habita en el nido de las ratas de cola larga (Beamys) y Hemimerus en las ratas gigantes (Cricetomys) (Nakata and Maa, 1974). Araeomerus se encuentra con mayor frecuencia en las madrigueras y nidos de ratas Beamys que en la propia rata, mientras que Hemimerus deja su hospedador con menos frecuencia.

## Géneros
Esta familia contiene los siguientes géneros:
- Araeomerus Maa, 1974
- Hemimerus Walker, 1871